# Hielo interestelar
El hielo interestelar consiste en granos de volátiles en la fase de hielo que se forman en el medio interestelar. Los granos de hielo y polvo forman el material primario a partir del cual se formó el Sistema Solar. Los granos de hielo se encuentran en las densas regiones de nubes moleculares, donde se forman nuevas estrellas. Las temperaturas en estas regiones pueden ser tan bajas como 10 Kelvin (−263 °C; −442 °F), permitiendo que las moléculas que colisionan con los granos formen un manto helado. A partir de entonces, los átomos experimentan un movimiento térmico a través de la superficie, formando finalmente enlaces con otros átomos. Esto da como resultado la formación de agua y metanol. De hecho, los hielos están dominados por agua y metanol, así como por amoníaco, monóxido de carbono y dióxido de carbono. El formaldehído congelado y el hidrógeno molecular también pueden estar presentes. En menor abundancia se encuentran nitrilos, cetonas, ésteres y sulfuro de carbonilo. Los mantos de los granos de hielo interestelar son generalmente amorfos, y solo se vuelven cristalinos en presencia de una estrella.  
La composición del hielo interestelar se puede determinar a través de su espectro infrarrojo. Cuando la luz de las estrellas atraviesa una nube molecular que contiene hielo, las moléculas en la nube absorben energía. Esta adsorción ocurre en las frecuencias características de vibración del gas y el polvo. Las características del hielo en la nube son relativamente prominentes en este espectro, y la composición del hielo se puede determinar en comparación con muestras de materiales de hielo en la Tierra. En los sitios directamente observables desde la Tierra, alrededor del 60–70% del hielo interestelar se compone de agua, que muestra una fuerte emisión a 3.05 μm por estiramiento del enlace O – H.  
En septiembre de 2012, los científicos de la NASA informaron que los hidrocarburos aromáticos policíclicos (HAP), sometidos a condiciones del medio interestelar (ISM), se transforman, a través de hidrogenación, oxigenación e hidroxilación, en compuestos orgánicos más complejos, "un paso en el camino hacia los aminoácidos y nucleótidos, las materias primas de proteínas y ADN, respectivamente."  Además, como resultado de estas transformaciones, los HAP pierden su firma espectroscópica, lo que podría ser una de las razones "por la falta de detección de HAP en los granos de hielo interestelar, particularmente las regiones externas de nubes frías y densas o las capas moleculares superiores de los protoplanetarios discos."

## Más viejos que el sol
La investigación publicada en la revista Science estima que alrededor del 30–50% del agua en el sistema solar, como el agua en la Tierra, los discos alrededor de Saturno y los meteoritos de otros planetas ya existían incluso antes del nacimiento del Sol.

## Cometa 67P/Churyumov – Gerasimenko
El 18 de noviembre de 2014, la nave espacial Philae reveló la presencia de una gran cantidad de hielo en el cometa 67P/Churyumov-Gerasimenko, el informe afirma que "la fuerza del hielo encontrado bajo una capa de polvo en el primer lugar de aterrizaje es sorprendentemente alta". El equipo responsable del instrumento MUPUS (Sensores multipropósito para ciencia de superficie y subsuperficie), que introdujo una sonda en el cometa, estimó que el cometa es duro como el hielo. "Aunque el poder del martillo se incrementó gradualmente, no pudimos profundizar en la superficie", explicó Tilman Spohn, del Instituto DLR de Investigación Planetaria, quien dirigió el equipo de investigación.